# Lingua abua
La lingua abua è una lingua benue-congo parlata da circa 25.000 persone in Nigeria nelle Local Government Area di Ahoada-East, Ahoada-West e Degema, nello stato di Rivers.
I principali dialetti sono l’abua centrale, l’emughan, l’otapha e l’okpeden; il primo è compreso da tutti gli altri. L'abua è molto simile all’odual, con cui ha una somiglianza lessicale del 70%.
Il primo dizionario abua venne pubblicato nel 1978.